# 元蕙敬
元蕙敬（谚文：원혜경，朝鲜汉字：元蕙敬，1979年10月14日—），是韩国著名的女子短道速滑运动员。她是1994年和1998年冬季奥林匹克运动会2枚金牌获得者。

## 职业生涯
1994年利勒哈默尔冬奥会中，元蕙敬获得3000米接力金牌。1998年长野冬奥会中，她获得3000米接力金牌和1000米铜牌。

## 资料来源
- 奥林匹克数据库(英文)
- 元蕙敬-国际滑冰联盟（ISU）